# 郭子恒
郭子恒（1924年11月—2014年11月28日），男，直隶（今河北）饶阳人，中国医学家。

## 生平
郭子恒毕业于中国医科大学，后留校，曾任中国医大附属医院一所住院医师、所长、医教科科长、助理院长、副院长，直至东北人民政府卫生部教育处副处长。1951年8月，选派赴苏联留学，获得骨科医学博士。1956年6月后，任北京积水潭医院创伤骨科主治医师、科主任、副院长、院党委书记。1977年7月后，任北京市卫生局副局长、局长。1979年2月，任中华人民共和国卫生部副部长。2014年去世。